# Condado de Caldwell (Texas)
O Condado de Caldwell é um dos 254 condados do estado norte-americano do Texas. A sede do condado é Lockhart, e sua maior cidade é Lockhart.
O condado possui uma área de 1 418 km² (dos quais 4 km² estão cobertos por água), uma população de 32 194 habitantes, e uma densidade populacional de 23 hab/km² (segundo o censo nacional de 2000).
O condado foi criado em 1848.